# جان اچ هال (مخترع)
جان هاسلت هال (به انگلیسی: John Haslett Hall؛ ۱۱ ژوئیه ۱۹۳۲–۳۱ اکتبر ۲۰۱۴) پیشگام در توسعه مدارهای کم مصرف CMOS با توان کم بود. هال یک پیشگام در فرایند نیم‌رسانا و کارشناس طراحی قطعه بود. وی چندین شرکت نوآورانه سیلیکون‌ولی، از جمله اینرسل (Intersil)، سیستم‌های میکروپاور، اینتیگریتد لینیر سیستمس، و اینتیگریتد ویو تکنالوژی، را تأسیس کرد.
در طول حرفه خود، هال حداقل ۲۱ حق ثبت اختراع دریافت کرد که فرآیندهای نیم‌رسانا پیشرفته و طرحی‌ها آن را پوشش می‌داد. هال یک محافظ دکتر ژان هورنی بود، یکی از «هشت خائن» که آزمایشگاه نیم‌رسانا شاکلی را ترک کرد و رقیب نیم‌رسانا فرچایلد را بنیان گذاشت. به نوبه خود، بسیاری از کارمندان سابق هال مانند دیوید فولگار به مشارکت کنندگان اصلی سیلیکون‌ولی بدل شدند.
سان فرانسیسکو کرونیکل در سال ۱۹۹۲ از هال به عنوان «یکی از مبتکران ناسازگار سیلیکون‌ولی» نام برد.

## اوایل زندگی
هال در ۱۱ ژوئیه سال ۱۹۳۲ در شهرستان واشینگتن، اوهایو در خانواده‌ای از مهندسین و تولیدکنندگان، از جمله بنیانگذاران و صاحبان شرکت هال گراینداستون متولد شد. او پس از دبیرستان برای پیوستن به نیروی دریایی، به عنوان داوطلب تکنسین الکترونیک بر توسعه و آزمایش سیستم‌های هواپیما کار کرد.

## در آغاز کار
در سال ۱۹۶۱، هال از دانشگاه سینسیناتی فارغ‌التحصیل شد و برای کار به راکول اینترنشنال در برنامه موشکی مینتمن و هانی‌ول در YF-11 بلکبِرد پردازنده کامپیوتر مبتنی بر IC رفت. در حین کار روی این پروژه‌ها، هال با ژان هورنی ملاقات کرد. هورنی در آن زمان معاون رئیس‌جمهور و مدیر کل تلیداین بود، شرکت نیم‌رسانا آملکو و همکاری با اتحادیه کاربید شروعی برای عملیات نیم‌رسانا نوپای خود بود.

## حرفه
هورنی آملکو را ترک کرد تا مستقیماً در اتحادیه کاربید به عنوان یک مهندس مشاور کار کند و از هال خواست که در آنجا به وی بپیوندد. از سال ۱۹۶۲ تا ۱۹۶۷ هال مدیر توسعه آی‌سی کاربید بود. اولین حق ثبت اختراع هال، در سال ۱۹۶۶ در حالی بود که او برای ژان هورنی در اتحادیه کاربید به عنوان مدیر شرکت توسعه مدارهای یکپارچه کار می‌کرد، ثبت شد، شامل اختراع یک فرایند رسوب برای ایجاد اتصال طلا در یک نیم‌رسانا مبتنی‌بر مولیبدن بود.
مهمترین پیشرفت هال در اتحادیه کاربید شامل ایجاد مقاومت‌های فیلم نازک بود. این توسعه پایه و اساس مدارهای مجتمع است که در اولین ساعت‌های الکترونیکی و سایر ادوات کم مصرف مورد استفاده قرار می‌گیرد.